# Hôpital Vaugirard - Gabriel-Pallez
L'hôpital Vaugirard est un hôpital gériatrique de 315 lits de l'Assistance publique - hôpitaux de Paris (AP-HP) situé au 10, rue Vaugelas dans le 15e arrondissement de Paris. Il jouxte le jardin de l'Hôpital de Vaugirard.

## Histoire
Son nom provient du domaine de Vaugirard dont l’université de Paris était propriétaire et sur lequel le gouvernement brésilien organisa un hôpital militaire pendant la Première Guerre mondiale. En 1921, une clinique chirurgicale de 160 lits est mise en place par l'Assistance publique. De 1986 à 1992, il ne compte plus que 65 lits et est rattaché à l’hôpital Boucicaut.
En 1944, le drapeau français est hissé pour la première fois pendant les combats de la Libération.
La construction d'un nouvel hôpital débute en 1989 et s’achève fin 1991, et il devient un hôpital gériatrique autonome au sein de l'Assistance publique. Il est renommé le 26 mars 1999 en « hôpital Vaugirard - Gabriel-Pallez », en hommage à Gabriel Pallez, directeur général de l’Assistance publique - hôpitaux de Paris de 1969 à 1985.

## Accès
L'hôpital est accessible à proximité par la ligne de métro 12, aux stations Convention et Porte de Versailles.